# Ayhan Yigitokur

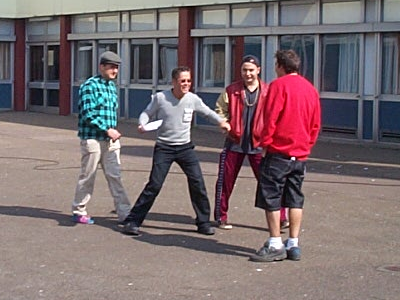
Ayhan Yigitokur, Benjamin Eicher und Simon Mora beim Dreh von Schluss mit Mudder

Ayhan Yigitokur (* 12. März 1971 in Bad Tölz) ist ein deutscher Schauspieler. Einem breiteren Publikum wurde er vor allem in der Rolle Farrat in den Filmen Boh Fett – Dei Mudder sei Gesicht 2 und Schluss mit Mudder aus der Dei Mudder sei Gesicht-Filmreihe bekannt. Diese Filmreihe, vornehmlich der erste Teil, gilt als Erfindung der Multi-Kulti-Comedy. Ayhan Yigitokur, der in Stuttgart lebt, nahm privaten Schauspielunterricht.

## Filmografie (Auswahl)
- Boh Fett – Dei Mudder sei Gesicht 2, (Spielfilm)
- Schluss mit Mudder – Dei Mudder sei Gesicht 3, (Spielfilm)
- Lautlos, (Fernsehspielfilm)
- Pizza Pazza, (Filmakademie Baden-Württemberg)
- Liza’s Abschied, (Filmakademie Baden-Württemberg)